# Israel Bórquez
Israel Bórquez Montero (Santiago, 28 de marzo de 1905-ibíd., 8 de mayo de 1989) fue un abogado y juez chileno. Ejerció como presidente de la Corte Suprema de Chile entre 1978 y 1983, periodo en el cual colaboró con la dictadura militar que gobernaba ese país.

## Familia y estudios
Hijo de Israel Bórquez Silva y Georgina Montero Chacón.
Estudió en el Liceo Barros Borgoño y en el Instituto Nacional, egresando en 1921. Posteriormente ingresó a la Facultad de Derecho de la Universidad de Chile. Juró como abogado el 11 de enero de 1930.
Se casó el 11 de febrero de 1934 con Victoria Eugenia Bórquez Díaz (fallecida en 2001), con quien no tuvo descendencia.

## Carrera judicial
Ingresó al Poder Judicial en julio de 1935, como secretario del Juzgado de La Unión. En 1937 asumió como juez de Castro, y en 1945 como juez del Departamento de Magallanes, en Punta Arenas. Asumió como juez de letras en el 1° Juzgado Civil de Santiago en 1946.
Fue nombrado ministro de la Corte de Apelaciones de Santiago en mayo de 1953, y en 1963 asumió como ministro de la Corte Suprema de Justicia. Ejerció como presidente de la Corte Suprema entre 1978 y 1983, y como integrante del Tribunal Constitucional (del cual fue presidente entre el 11 de marzo de 1981 y el 14 de marzo de 1985) y del Tribunal Calificador de Elecciones.
Falleció el 8 de mayo de 1989, siendo todavía ministro de la Corte Suprema, por un síncope cardíaco. Su cupo fue ocupado por el ministro Lionel Beraud.

### Rol en el régimen de Pinochet
Bórquez fue «público partidario» —según Alejandra Matus en El libro negro de la justicia chilena— de la dictadura militar encabezada por Augusto Pinochet. Estuvo entre los cuatro ministros de la Corte Suprema —incluyendo al presidente Enrique Urrutia Manzano— que se reunieron secretamente con la Junta militar el 30 de octubre de 1974, lo cual se considera una de las primeras expresiones de colaboración entre el régimen y el máximo tribunal chileno.
En 1978, ya como presidente de la Corte, emitió unas polémicas declaraciones al afirmar que «¡Los desaparecidos ya me tienen curco! ¡Pregúntenle a la Vicaría!». En 1979, sin embargo, se declaró contrario a la reforma del Código de Procedimiento Penal que entregó las inspecciones a recintos militares a la justicia militar, ya que «la justicia ordinaria de nuestra patria merece la confianza de la ciudadanía». El 6 de noviembre de 1981 sufrió un atentado mientras se trasladaba en su automóvil a su domicilio, resultando herido de bala en un brazo pero fuera de riesgo.
En septiembre de 2016, la CIA entregó a la presidenta Michelle Bachelet documentos clasificados entre los cuales se describía una reunión de Bórquez con Pinochet en agosto de 1978, donde el general solicitaba al juez que se impidiera la extradición de Manuel Contreras a los Estados Unidos por el asesinato de Orlando Letelier, frente a lo cual Bórquez «le prometió a Pinochet que haría todo lo posible». Días más tarde, la Cámara de Diputados declaró póstumamente a Bórquez como una «vergüenza nacional», aprobado por 69 votos a favor y 23 en contra, y solicitó al Poder Judicial retirar las imágenes del fallecido juez de sus dependencias y que no se le realicen homenajes.

### Condecoraciones extranjeras
- Gran Cruz de la Orden de la Cruz del Sur ( Brasil, 1980).